# Théo Ndicka
Théo Ndicka, né le 20 avril 2000 à Avallon en France, est un footballeur français qui joue au poste d'arrière gauche au FK Oleksandria.

## Biographie

### En club

#### Formation à l'Olympique lyonnais
Né à Avallon, Théo Ndicka est rapidement repéré par un club phare français à savoir l'Olympique lyonnais. Il fera toutes les classes jeunes là-bas mais ne parviendra pas à intégrer l'équipe professionnelle. Lors de la saison 2019-2020, il est prêté au FC Bourg-en-Bresse. 

#### Découverte du professionnalisme en Belgique
Le 2 juillet 2020, il signe en faveur du club belge du KV Ostende. Il joue son premier match professionnel le 8 août 2020 lors d'une défaite 1-0 face au RSC Charleroi, comptant pour la deuxième journée de Jupiler Pro League. Il marque son premier but professionnel le 1er mai 2021 face au Standard de Liège.

### En équipe nationale
Théo Ndicka joue son premier match international lors d'une rencontre opposant l'équipe de France des moins de 19 ans face à l'Italie lors d'un match amical. Les français l'emporteront 2-1. 